# Micranthes texana
Micranthes texana là một loài thực vật có hoa trong họ Saxifragaceae. Loài này được (Buckley) Small miêu tả khoa học đầu tiên năm 1903.